# Уилфърд Бримли
Уилфърд Бримли (на английски: Wilford Brimley) е американски актьор.

## Биография
Роден е на 27 септември 1934 година в Солт Лейк Сити в семейството на брокер на недвижими имоти. Работи на различни места, включително като каскадьор в киното, а от края на 60-те години започва да получава и роли. Сред по-известните филми, в които участва, са „Китайски синдром“ („The China Syndrome“, 1979), „Нещото“ („The Thing“, 1982), „Какавидите“ („Cocoon“, 1985).

## Избрана филмография
- „Китайски синдром“ („The China Syndrome“, 1979)
- „Нещото“ („The Thing“, 1982)
- „Какавидите“ („Cocoon“, 1985)